# Vlada u sjeni
Vlada u sjeni ili kabinet u sjeni označava grupu oporbene političare koji su u manjoj ili većoj mjeri formalno okupljeni kako bi u prikladnom trenutku preuzeli vlast u državi. Kako to preuzimanje ne bi imalo neželjene posljedice, vlada u sjeni je obično oblikovana tako da organizacijski oponaša vladu ("vladu na suncu") i sa što manje poteškoća osigura kontinuitet rada državne uprave u prijelaznom periodu. Tako vladu u sjeni čine tzv. "ministri u sjeni" koji su poput pravih ministara zaduženi za neko pordučje javnog djelovanja (npr. ministar zdravstva u sjeni, ministar unutarnjih poslova u sjeni i sl.).
Vlade u sjeni često javno djeluju, osobito u državama s westminsterskim sustavom gdje se smatraju važnom institucijom političkog života.